# Kanton Castillon-en-Couserans
Kanton Castillon-en-Couserans (francouzsky Canton de Castillon-en-Couserans) je francouzský kanton v departementu Ariège v regionu Midi-Pyrénées. Tvoří ho 26 obcí.

## Obce kantonu
- Antras
- Argein
- Arrien-en-Bethmale
- Arrout
- Aucazein
- Audressein
- Augirein
- Balacet
- Balaguères
- Bethmale
- Bonac-Irazein
- Les Bordes-sur-Lez
- Buzan
- Castillon-en-Couserans
- Cescau
- Engomer
- Galey
- Illartein
- Orgibet
- Saint-Jean-du-Castillonnais
- Saint-Lary
- Salsein
- Sentein
- Sor
- Uchentein
- Villeneuve